# Jujhar Khaira
Jujhar „J. J.“ Khaira (* 13. August 1994 in Surrey, British Columbia) ist ein kanadischer Eishockeyspieler mit Punjab-Herkunft, der seit März 2025 bei den Abbotsford Canucks aus der American Hockey League (AHL) unter Vertrag steht. Zuvor verbrachte der linke Flügelstürmer in der National Hockey League (NHL) unter anderem sieben Jahre in der Organisation der Edmonton Oilers sowie zwei Jahre bei den Chicago Blackhawks.

## Karriere
Khaira verbrachte seine Juniorenzeit zunächst zwischen 2010 und 2012 in der British Columbia Hockey League bei den Prince George Spruce Kings. Von dort zog es ihn für die Saison 2012/13 an die Michigan Technological University, wo er neben seinem Studium ein Jahr lang für die Universitätsmannschaft in der Western Collegiate Hockey Association spielte. Nachdem er bereits im NHL Entry Draft 2012 in der dritten Runde an 63. Stelle von den Edmonton Oilers aus der National Hockey League ausgewählt worden war, verließ er im Sommer 2013 die Universität und unterzeichnete einen Profivertrag bei den Oilers.
Diese setzten den Angreifer in der Saison 2013/14 zunächst in der Western Hockey League bei den Everett Silvertips ein, bevor er im Spieljahr 2014/15 seine erste Profisaison bei Edmontons Farmteam, den Oklahoma City Barons, bestritt. Mit Beginn der Saison 2014/15 war Khaira für den neuen Kooperationspartner Bakersfield Condors aktiv, feierte im November 2015 aber sein NHL-Debüt bei den Oilers. Im Saisonverlauf dieser sowie der folgenden Spielzeit pendelte der Kanadier zwischen den Kadern des Farmteams und des NHL-Klubs, so dass er bis zum Frühjahr 2017 25 NHL-Spiele bestritten hatte. Nachdem sein auslaufender Vertrag im folgenden Sommer verlängert worden war, konnte er sich zur Saison 2017/18 in Edmontons Kader etablieren.
Nach sieben Jahren bei den Oilers erhielt er nach der Saison 2020/21 keinen weiterführenden Vertrag, sodass er sich im Juli 2021 als Free Agent den Chicago Blackhawks anschloss. Dort verbrachte Khaira zwei Spielzeiten, ehe er im September 2023 erneut als Free Agent zu den Minnesota Wild wechselte. Von dort wiederum unterzeichnete er im September 2024 einen auf die AHL beschränkten Vertrag bei den Syracuse Crunch. Für die Crunch war der Stürmer bis Anfang März 2025 aktiv und wurde dann im Tausch gegen zukünftige Gegenleistungen (future considerations) an den Ligakonkurrenten Abbotsford Canucks abgegeben.

## Karrierestatistik
Stand: Ende der Saison 2023/24
(Legende zur Spielerstatistik: Sp oder GP = absolvierte Spiele; T oder G = erzielte Tore; V oder A = erzielte Assists; Pkt oder Pts = erzielte Scorerpunkte; SM oder PIM = erhaltene Strafminuten; +/− = Plus/Minus-Bilanz; PP = erzielte Überzahltore; SH = erzielte Unterzahltore; GW = erzielte Siegtore; 1 Play-downs/Relegation; Kursiv: Statistik nicht vollständig)